# Фатуллаев, Нусрат Мовсум оглы

Эскиз декорации спектакля «Жизнь» Мирзы Ибрагимова. Работа Н. Фатуллаева для театрального сезона 1936/37 гг. Азербайджанский государственный музей театра

Нусрат Мовсум оглы Фатуллаев (азерб. Nüsrət Möhsün oğlu Fətullayev; 29 мая 1913, Ленкорань, Бакинская губерния — 31 августа 1987, Баку) — азербайджанский художник, народный артист Азербайджанской ССР (1949), лауреат Сталинской премии (1948), лауреат Государственной премии Азербайджанской ССР (1972).

## Биография
С 1930 по 1934 год учился в Азербайджанском государственном художественном техникуме. С 1942 года — член КПСС. В 1943—1945 годах был председателем Совета правления Союза художников Азербайджана.
С 1935 года работал в Азербайджанском драматическом театре имени М. Азизбекова в качестве художника-постановщика, главный художник с 1939 года. Рисовал эскизы декораций к спектаклям, поставленным на сцене театра, таким, как «Вагиф» «Фархад и Ширин», «Ханлар» Самеда Вургуна, «Алмас», «Севиль», «В 1905 году» Джафара Джаббарлы, «Шейх Санан» Гусейна Джавида, «Жизнь» Мирзы Ибрагимова, «Ревизор» Николая Гоголя, «Низами» Мехти Гусейна и др.
Оформил такие произведения, как «Вафа» Расула Рзы, «Зимняя сказка», «Отелло» Уильяма Шекспира, «Утро Востока» Энвера Мамедханлы, «Кремлёвские куранты» Николая Погодина, «Песня остаётся в горах» Ильяса Эфендиева и др.
Скончался 1 октября 1987 года в Баку.

## Семья
Нусрат Фатуллаев был женат на народной артистке СССР Окуме Курбановой. Дочь — Вафа, актриса.
Младший брат Фатеха Фатуллаева, Заслуженного деятеля искусств Азербайджанской ССР.

## Награды
- Заслуженный деятель искусств Азербайджанской ССР (23.04.1940)
- Народный артист Азербайджанской ССР (21.07.1949)
- Сталинская премия второй степени (1948)
- Государственная премия Азербайджанской ССР (27.04.1972)
- орден Трудового Красного Знамени (22.07.1949)
- 2 орденами «Знак Почёта» (25.02.1946, 09.06.1959)
- медали[1]
- Почётная Грамота Президиума Верховного Совета Азербайджанской ССР (01.06.1974)[3]